# Héctor Iván Palacio
Héctor Iván Palacio Montoya es un ciclista de ruta colombiano profesional durante al década de 1990, conocido por ganar la Vuelta a Colombia de 2000.

## Palmarés
- Vuelta a Colombia[2]
  - Ganador de la clasificación general de la Vuelta a Colombia 2000
  - 2 podios (2.º en 1996 y 3.º en 1997)
  - 2 victorias de etapa (1995, 2000)

- Clásico RCN[2]
  - Una victoria de etapa (2000)

- Vuelta al Valle del Cauca
  - Campeón en 1997

- Campeonato de Colombia de Ciclismo en Ruta
  - 3.º  en 1994

## Resultados engrandes vueltas
Durante su carrera deportiva consiguió los siguientes puestos en las Grandes Vueltas:
| Carrera         | 1997 |
| --------------- | ---- |
| Tour de Francia | -    |
| Giro de Italia  | -    |
| Vuelta a España | Ab.  |

## Equipos
- Profesionales[2]
  - 1994: Postobón
  - 1996: Gobernación de Antioquia - Lotería de Medellín
  - 1997: Telecom - Flavia
  - 1998: Avianca - Telecom - Kelme